# Grotte de Niaux
La grotte de Niaux est une grotte ornée du Paléolithique supérieur ayant livré de nombreuses figurations pariétales magdaléniennes. Elle est située sur la commune de Niaux, dans l'Ariège (région Occitanie, France), et s'ouvre à mi-pente dans la vallée de Vicdessos. Elle fait partie du réseau de grottes ornées de la chaîne pyrénéo-cantabrique.

## Géographie
| - L'entrée de la grotte à flanc de montagne. - Photo prise depuis l'entrée de la grotte. |

La grotte se situe en Ariège, dans la vallée du Vicdessos, face à l'habitat magdalénien de la grotte de la Vache et à proximité du bassin de Tarascon-sur-Ariège.

## Spéléométrie
La dénivellation du système, composé des grottes de Niaux et Lombrives, est de 417 m pour un développement de 4 000 m pour la seule grotte de Niaux et 11 100 m pour l'ensemble Niaux-Lombrives.

## Géologie
La cavité se développe dans les calcaires d'âges jurassiques et éocrétacés.

## Histoire
La grotte fut régulièrement visitée à partir du XVIIe siècle, comme en témoignent les multiples inscriptions retrouvées à l'intérieur. L'occupation préhistorique est reconnue et étudiée depuis 1906.
Classée au titre des monuments historiques le 13 juillet 1911, la grotte de Niaux fait partie d'un ensemble souterrain de 14 km qui inclut également la grotte de Lombrives située sur l'autre versant de la montagne et la grotte de Sabart, non reliée aux deux autres cavités.

## Occupation préhistorique

### Art pariétal

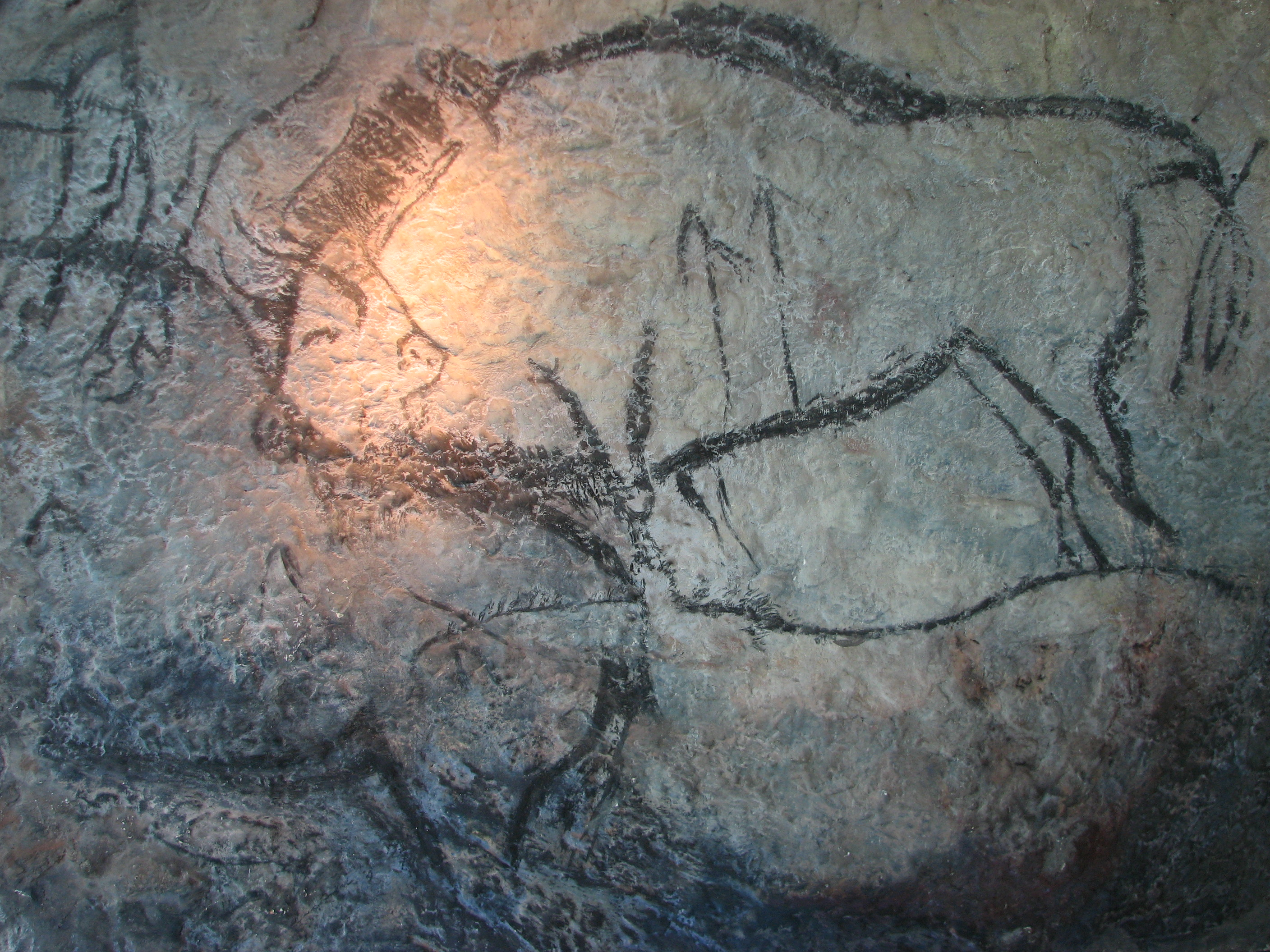
Réplique d'une paroi de la grotte de Niaux sur laquelle sont représentés des bisons.

La grotte de Niaux renferme un très riche art pariétal incluant la plupart des espèces propres à la faune préhistorique du massif des Pyrénées. Les animaux sont peints la plupart du temps avec une matière noire, dont l'origine identifiée est le charbon de bois ou le dioxyde de manganèse, quelquefois avec une matière rouge obtenue à partir d'hématite broyée.
La salle principale, qui regroupe les représentations animales les plus spectaculaires, est appelée le « Salon noir ». La grotte a également livré des signes tels que des points ou des traits de couleur rouge et noire, soit isolés sur les parois, soit associés aux représentations d'animaux. L'âge des peintures du Salon noir contenant du charbon de bois a été estimé à 13 000 ans par datation au carbone 14.
Le bestiaire représenté comprend principalement des bisons (54), des chevaux (29), des bouquetins (15) ainsi que des cerfs et même des poissons. La morphologie des chevaux évoque celle du pottok actuel, cheval endémique des Pyrénées, encore présent au Pays basque. La présence d'un tracé esquissant une belette mérite d'être souligné, tant cet animal est rarement représenté dans l'art pariétal magdalénien.

### Motivations de la fréquentation de la grotte
La grotte semble ne pas avoir été un lieu d'habitation : aucun vestige domestique n'a été retrouvé, que ce soit à l'entrée ou au fond de la grotte. Niaux fait par ailleurs partie d'un ensemble de grottes ornées, présentes dans la vallée ou les vallées voisines et n'ayant pas non plus eu vocation d'habitat (grotte de Bédeilhac, réseau de grottes de la vallée d'Ussat, etc.) bien que des grottes ayant été habitées soient également connues dans la région (grotte de la Vache, grotte des Églises).
Les Magdaléniens utilisaient probablement deux entrées pour la grotte de Niaux, l'une pour accéder au « Salon noir », l'autre pour accéder au « réseau Clastres ». Le passage souterrain entre les deux parties est actuellement noyé par plusieurs siphons.
L'homme préhistorique a pénétré très profondément dans la grotte pour y peindre : il n'y a pas de peinture pariétale identifiée à l'entrée de la grotte, et le « Salon noir » se situe à plus de 700 m de l'entrée préhistorique présumée. Ce dernier n'avait donc ni une fonction domestique (habitat), ni une fonction pratique (stockage).
Des empreintes de pas humains ont été identifiées sur le sol de la grotte. Il n'en reste aujourd'hui que sur une dizaine de zones. La taille des pas a aussi montré que des enfants avaient pénétré dans la grotte.

### Signification des œuvres magdaléniennes
L'art de Niaux, comme l'art paléolithique en général, n'a pas pour objectif une simple représentation paysagère figurative : aucun élément du paysage n'est représenté (flore, soleil, montagnes, etc.). À l'exception d'un petit bouquetin qui semble prendre appui avec ses pattes avant sur une fissure du rocher pouvant figurer une ligne de sol, les animaux semblent flotter sur les parois de la grotte, épousant la forme de celle-ci. Seuls des animaux de grandes dimensions semblent représentés, de préférence ici des herbivores. L'ours ou le loup ne sont pas représentés, alors qu'ils étaient présents dans la région.
Un siècle de fouilles dans la région a permis de mettre en évidence des campements saisonniers, établis par des groupes humains du Paléolithique supérieur venus chasser le bouquetin ou le renne, entre autres. Semi-nomades, certains passaient neuf mois par an dans le piémont pyrénéen pour redescendre plus bas dans la vallée durant la saison hivernale. L'économie était basée principalement sur le travail de la peau, des bois et des os de rennes. L'une des premières hypothèses concernant l'art pariétal du Paléolithique supérieur dans toute la chaîne pyrénéo-cantabrique a été par conséquent liée à la chasse : les œuvres seraient des représentations de scènes de chasse (des flèches semblent dessinées sur certains animaux du « Salon noir ») et auraient été réalisées dans le cadre de cérémonies aux esprits pour s'assurer une bonne chasse (représentation seulement de grands herbivores).
Une hypothèse émise dès la fin du XIXe siècle et remise au goût du jour récemment, notamment par Jean Clottes met en relation l'art paléolithique avec le chamanisme. Dans la plupart des représentations pariétales paléolithiques (que ce soit à Niaux ou ailleurs, à Lascaux par exemple), les chevaux et les bisons sont très fréquemment figurés alors qu'ils ne font pas partie des espèces les plus chassées, ni pour la consommation de chair, ni pour la fabrication d'outils. Les représentations sont stylisées et conventionnelles (pattes en triangle, la queue ne touchant jamais l'arrière-train) et suivent les formes de la paroi. Par ailleurs, certaines grottes voisines contiennent des représentations de prédateurs. L'hypothèse du chamanisme consiste donc à voir dans la grotte de Niaux un lieu privilégié de rencontres entre l'homme et le monde des esprits de la nature, qui transparaissent à travers les parois de la grotte. Il s'agit alors d'un système social et mystique dans lequel l'interaction avec les esprits naturels fait partie intégrante du quotidien.
Récemment, le mythologue et préhistorien Jean-Loïc Le Quellec a développé une nouvelle explication très argumentée à la suite de ses nombreuses recherches. Il propose l'hypothèse du mythe de l'apparition des êtres vivants sur terre dénommée l’« émergence primordiale », qui s’est répandu sur toute la surface du globe au cours de la découverte de nouveaux territoires par Homo Sapiens.

## Visites
La grotte de Niaux est ouverte au public. Les visites, systématiquement conduites par un guide, se font dans le respect de règles précises afin d'assurer la conservation des œuvres pariétales, par petits groupes de 25 personnes au maximum.
Il n'y a pas de système d'éclairage permanent installé dans la grotte. Chaque groupe s'éclaire donc à l'aide de lampes électriques portatives, sur un parcours de 800 mètres, jusqu'au « Salon noir » qui renferme la majorité des peintures visibles. En 2018, une nouvelle salle ouvre à la visite, mais elle est réservée à 12 personnes à la fois et seulement une fois par mois.
L'autre partie ornée de la grotte, appelée réseau Clastres, n'est pas ouverte à la visite.
La visite emprunte des passages étroits et s'effectue sur le même sol que les Magdaléniens parcouraient, sur la majeure partie du parcours.

## Dans la culture
- Un épisode de la bande dessinée de Rahan se nomme La Légende de la grotte de Niaux : le fils des âges farouches rencontre les personnes y résidant après s'être vu kidnappé, dont Niaux, qui est un vieil homme, patriarche de la tribu qui ne sort jamais de la grotte (sauf la nuit) car leurs yeux ne sont plus capables de voir le Soleil.
- Une partie de l'essai « L'esprit des lieux », d'Alain Monnier, est dédié à la grotte de Niaux.
- Plusieurs planches de « L'art préhistorique en BD » d'Eric Le Brun sont consacrées à l'art pariétal de Niaux.